# 11 avril
Pour les articles homonymes, voir Onze-Avril.
11 mars 11 mai
Chronologies thématiques
- Croisades
- Ferroviaires
- Sports
- Disney
- Anarchisme
- Catholicisme

Abréviations / Voir aussi
- (° 1852) = né en 1852
- († 1885) = mort en 1885
- a.s. = calendrier julien
- n.s. = calendrier grégorien
- Calendrier
- Calendrier perpétuel
- Liste de calendriers
- Naissances du jour

Le 11 avril est le 101e jour, moins souvent le 102e, de l'année du calendrier grégorien ; il en reste ensuite 264.
Son équivalent était généralement le 22e jour du mois de germinal dans le calendrier républicain / révolutionnaire français, officiellement dénommé jour de la romaine (ou laitue romaine, variété de laitue).

## Événements

### Vesiècle
- 491 : deux jours après le décès de Zénon son prédécesseur sur ce trône Flavius Anastasius devient empereur byzantin sous le nom d'Anastase Ier.

### IXesiècle
- 879 : Louis III devient roi des Francs à la suite de la mort de Louis II ci-après.

### XIesiècle
- 1079 : le roi de Pologne Boleslas II de Pologne exécute lui-même l'évêque Stanislas de Szczepanów.

### XIIIesiècle
- 1241 : les Hongrois de Béla IV sont écrasés par les Mongols commandés par Subötaï à la bataille de Mohi.

### XIVesiècle
- 1346 : siège de Meulan par les troupes du roi de France.

### XVesiècle
- 1499 : bataille de Schwaderloh entre les Confédérés suisses et la ligue de Souabe.

### XVIesiècle
- 1508 : François Marie della Rovere devient duc d'Urbino à la mort de son père adoptif Guidobaldo.
- 1511 : le prince-évêque de Liège Érard de La Marck participe, en tant qu'évêque de Chartres, à une réunion de l'Église de France, convoquée à Lyon par le roi de France Louis XII.
- 1512 : guerre de la Sainte-Ligue: les forces franco-ferraraises dirigées par Gaston de Foix et par Alphonse Ier d'Este remportent la bataille de Ravenne contre les forces papales-espagnoles.

### XVIIesiècle
- 1689 : Guillaume III d'Angleterre est couronné conjointement avec Marie II.

### XVIIIesiècle
- 1713 : signature du premier traité d'Utrecht.
- 1793 : bataille de Chemillé lors de la guerre de Vendée.

### XIXesiècle
- 1803 : le ministre français du Trésor et marquis de Barbé-Marbois propose officiellement aux États-Unis la vente de toute la Louisiane.
- 1809
  -  bataille de l'île d'Aix lors de la guerre de la cinquième coalition.
  - bataille de Sterzing lors de la rébellion du Tyrol.
- 1814 : conclusion du traité de Fontainebleau, qui consacre l'abdication de Napoléon et son exil à l'Île d'Elbe.
- 1856 : victoire costaricienne à la bataille de Rivas pendant la campagne nationale du Costa Rica.
- 1868 : abolition du shogunat au Japon.

### XXesiècle
- 1919 : l'Organisation internationale du travail est fondée.
- 1935 : conférence de Stresa entre la France, l'Angleterre et l'Italie.
- 1945 : libération du camp de concentration de Buchenwald.
- 1951 : le général américain Douglas MacArthur est relevé de son commandement en Corée par le président Truman.
- 1954 : élections législatives en Belgique.
- 1961 : ouverture du procès d'Adolf Eichmann à Jérusalem.
- 1979 : le chef d’État et dictateur dais Idi Amin Dada fuit la capitale Kampala[1].
- 1981 : révolte de Brixton à Lambeth, Londres sud, Angleterre.
- 1992 : signature à Bamako d'un « pacte national » consacrant le règlement du conflit du nord du Mali.
- 1996 : Israël lance l'opération Raisins de la colère qui verra le drame de Cana avec une centaine de civils tués et entraînera plus de 300 000 réfugiés[1].

### XXIesiècle
- 2002 : déclenchement du coup d'État contre Hugo Chávez au Venezuela.
- 2011 :
  - résolution no 1976 du Conseil de sécurité des Nations unies, sur la situation en Somalie.
  - arrestation de l'ancien président de la république de Côte d'Ivoire Laurent Gbagbo après quatre mois de conflit armé à la suite de son déni de sa défaite électorale[2].
- 2016 : début du référendum sur le statut administratif du Darfour.
- 2019 :
  - début des élections législatives qui ont lieu en Inde jusqu'au 19 mai 2019[3], afin d'élire pour cinq ans la XVIIe législature de la Lok Sabha, la chambre basse du Parlement du pays.
  - Le président du Soudan Omar el-Bechir est renversé par l’armée à la suite d'importantes manifestations.
- 2021 :
  - au Bénin, l'élection présidentielle a lieu afin d'élire le président du pays pour un mandat de cinq ans[4].
  - en Équateur, le second tour de l'élection présidentielle a lieu afin d'élire le président et le vice-président de la République pour un mandat de quatre ans. C'est le candidat libéral-conservateur Guillermo Lasso qui remporte le scrutin face au candidat corréiste Andrés Arauz[5].
  - au Kirghizistan, un référendum constitutionnel a lieu afin de permettre à la population du pays de se prononcer sur une nouvelle constitution comportant notamment un passage à un régime présidentiel qui est validé largement[6],[7].
  - au Pérou, le premier tour des élections générales a lieu afin d'élire pour cinq ans le président de la République, ses vice-présidents ainsi que les 130 députés du Congrès de la République[8].
  - au Tchad, l'élection présidentielle a lieu afin d'élire le président de la république[9].
- 2022 : en Birmanie, un massacre de civils mené par l'armée de l'air survient dans le village de Pazigyi, situé à l'ouest de Mandalay, la deuxième plus grande ville du pays et fait 130 morts[10].

## Arts, culture et religion
- 1947 : Tristan Tzara propose sa conférence Le Surréalisme et l'après-guerre à l'Université de la Sorbonne de Paris[11].
- 2009 : jour de gloire pour la surprenante quadragénaire écossaise alors inconnue Susan Boyle candidate chanteuse du télé-crochet télévisé de révélation de nouveaux talents « Britain’s Got Talent »[12].
- 2021 : 74e cérémonie des British Academy Film Awards organisée par la British Academy of Film and Television Arts (BAFTA), a eu lieu au Royal Albert Hall pour récompenser les films sortis en 2020.

## Sciences et techniques
- 1865 : Louis Pasteur dépose son brevet sur la méthode de chauffage du vin au nom pasteurisation dérivé du sien.
- 1970 : lancement de la mission lunaire habitée Apollo 13 du programme Apollo pluriannuel.
- 2019 : la sonde israélienne Beresheet s'écrase en se posant sur la Lune[13].

## Économie et société
- 1828 :
  - l'entreprise générale des omnibus crée à Paris de premières lignes de transport public à l'époque par des voitures à chevaux (hippomobiles).
  - fondation de la ville argentine Bahía Blanca (Baie blanche).
- 1954 : journée dite "la plus ennuyeuse du XXe siècle" selon une étude de l'Université de Cambridge publiée en 2010 faisant fi notamment des élections belges ci-avant[14].
- 1970 : le sous-marin nucléaire d'attaque soviétique K-8 coule dans le Golfe de Gascogne.
- 2002 : l'attentat-suicide par un kamikaze islamiste à la synagogue de la Ghriba en Tunisie provoque 21 morts[1].
- 2006 : dans une ferme près de Corleone en Sicile, un chef présumé de Cosa nostra, Bernardo Provenzano est arrêté après 43 ans de cavale.
- 2018 : un accident d'avion militaire entraîne 257 morts en Algérie.
- 2019 : l'informaticien et cybermilitant australien naturalisé équatorien controversé Julian Assange est arrêté par la police britannique  en l'ambassade londonienne de l'Équateur où il vivait visible mais reclus depuis plusieurs années et les États-Unis demandent son extradition.

## Naissances

### IIesiècle
- 146 : Septime Sévère, usurpateur puis empereur romain de 193 à sa mort († 4 février 211).

### XIVesiècle
- 1357 : Jean Ier, dixième roi de Portugal († 14 août 1433).

### XVesiècle
- 1492 : Marguerite de Valois-Angoulême, princesse de la première branche d'Orléans de la dynastie capétienne († 21 décembre 1549).

### XVIIIesiècle
- 1749 : Adélaïde Labille-Guiard, peintre française († 24 avril 1803).
- 1755 : James Parkinson, médecin anglais († 21 décembre 1824)[1].
- 1767 : Jean-Baptiste Isabey, portraitiste et miniaturiste français († 18 avril 1855).
- 1780 : Jean-Marie Léon Dufour, médecin et naturaliste français († 18 avril 1865).

### XIXesiècle
- 1810 : 
  - Sir Henry Creswicke Rawlinson, soldat britannique et spécialiste de l'Orient († 5 mars 1895).
  - Viktor Motchoulski, entomologiste russe († 5 juin 1871).
- 1825 : Ferdinand Lassalle, homme politique, théoricien socialiste, écrivain et avocat allemand († 31 août 1864).
- 1852 : Bérenger Saunière, religieux français, curé de Rennes-le-Château († 22 janvier 1917).
- 1865 : Louis-Pilate de Brinn’Gaubast, écrivain, libraire et traducteur français († 28 juin 1944).
- 1879 : Bernhard Schmidt, astronome et opticien estonien († 1er décembre 1935).
- 1883 : Maurice Deroure, écrivain français († 7 septembre 1914).
- 1893 : 
  - Dean Acheson, homme politique américain († 12 octobre 1971).
  - Lev Zadov, activiste politique ukrainien († 25 septembre 1938).
- 1896 : Léo-Paul Desrosiers, romancier québécois († 20 avril 1967).
- 1900 : Sándor Márai, écrivain hongrois († 22 février 1989).

### XXesiècle
- 1907 : Paul Douglas, acteur américain († 11 septembre 1959).
- 1908 : Masaru Ibuka, industriel japonais († 19 décembre 1997).
- 1910 : António de Spínola, militaire et homme politique portugais, chef de l'État en 1974 († 13 août 1996).
- 1911 : Stanisława Walasiewicz alias Stella Walsh Olson, athlète polonaise et américaine († assassinée le 4 décembre 1980 puis alors révélée intersexe)[15].
- 1913 : Oleg Cassini, styliste américain († 17 mars 2006).
- 1914 :
  - Norman McLaren, réalisateur britannique naturalisé canadien de films d'animation († 26 janvier 1987).
  - Robert Stanfield, homme politique canadien († 16 décembre 2003).
- 1916 :
  - Howard W. Koch, producteur et réalisateur américain († 16 février 2001).
  - David Smiley, militaire britannique († 9 janvier 2009).
  - Alberto Ginastera, compositeur argentin († 25 juin 1983).
- 1917 :
  - Danny Gallivan, commentateur et descripteur sportif canadien († 24 février 1993).
  - Raymond Marcillac, journaliste et présentateur de journal télévisé († 13 avril 2007).
- 1920 : Michel Durafour, homme politique français († 27 juillet 2017).
- 1922 : Antoine Blondin, écrivain français († 7 juin 1991).
- 1925 : Pierre Péladeau, homme d’affaires et éditeur québécois, fondateur de Québecor († 24 décembre 1997).
- 1926 : Victor Bouchard, pianiste duettiste québécois avec son épouse Renée Morisset († 22 mars 2011).
- 1929 : 
  - Henri Garcin (Anton Albers dit), acteur franco-belgo-flamand néerlandais.
  - Paul Lacroix, peintre et sculpteur québécois († 10 avril 2014).
- 1930 :
  - Clive Exton, scénariste britannique († 16 août 2007).
  - Anton Szandor LaVey, fondateur de l'Église de Satan († 29 octobre 1997).
- 1931 :
  - Jacques Blanchet, auteur-compositeur et interprète québécois († 9 mai 1981).
  - Mustafa Dağıstanlı, lutteur turc, double champion olympique.
  - Nelly Kaplan, cinéaste et écrivaine française († 12 novembre 2020).
  - Sergio Sebastiani, cardinal italien, président émérite des affaires économiques du Saint-Siège.
- 1932 : Joel Grey, acteur américain.
- 1933 : Denis Goldberg, militant († 29 avril 2020).
- 1934 : 
  - Jean-Léon Cohen, professeur français de piano, promoteur de l'amitié judéo-chrétienne († 31 mars 2021)[16].
  - Jean Lanzi, journaliste et présentateur de télévision français († 9 octobre 2018).
- 1935 : Richard Berry, chanteur et compositeur américain († 23 janvier 1997).
- 1940 : Władysław Komar, athlète polonais, champion olympique du lancer du poids († 17 août 1998).
- 1941 : Frederick H. Hauck, astronaute américain.
- 1942 : Anatoli Berezovoï, cosmonaute russe († 20 septembre 2014).
- 1944 :
  - John Milius, scénariste, réalisateur et producteur américain.
  - Nicoletta (Nicole Grisoni dite), chanteuse française[1].
- 1945 : Yves Prouzet, tireur sportif français.
- 1947 :
  - Uli Edel, réalisateur allemand.
  - Peter Riegert, acteur américain.
- 1951 : James Patrick Kelly, écrivain américain.
- 1953 : Guy Verhofstadt, homme d'État belge, Premier ministre de Belgique de 1999 à 2008, eurodéputé fédéraliste.
- 1955 :
  - Lyubov Burda, gymnaste soviétique, double championne olympique.
  - Michel de Lamotte, homme politique belge de langue française.
  - Micheal Ray Richardson, joueur de basket-ball italien.
  - Piers Sellers, astronaute américain († 23 décembre 2016).
- 1956 : Gene Mayer, joueur de tennis américain.
- 1957 : Richard Sévigny, joueur de hockey sur glace canadien.
- 1958 : 
  - Eduard Azaryan, gymnaste arménien, champion olympique.
  - Lyudmila Kondratyeva, athlète soviétique, championne olympique sur 100 m.
- 1959 : Pierre Lacroix, joueur de hockey sur glace canadien.
- 1961 : 
  - Laurent Cantet, réalisateur et scénariste français de cinéma († 25 avril 2024).
  - Vincent Gallo, acteur, réalisateur et musicien américain.
- 1962 : 
  - Franck Ducheix, escrimeur français, médaillé olympique.
  - Hymke de Vries, actrice néerlandaise.
- 1963 :
  - Karen Briggs, judokate britannique.
  - Janelle Paradee, actrice américaine.
  - Elizabeth Smylie, joueuse de tennis professionnelle australienne.
  - Jörg Woithe, nageur allemand.
- 1964 :
  - Penny Barg, joueuse de tennis américaine.
  - Nobuhiro Doi, réalisateur japonais.
  - Bret Saberhagen, joueur de baseball américain.
  - Patrick Sang, athlète kényan.
- 1966 :
  - Pablo Hermoso de Mendoza, rejoneador espagnol.
  - Lisa Stansfield, chanteuse britannique.
- 1967 : 
  - Pablo Albano, joueur de tennis argentin.
  - Bruno Roblès, animateur francilien de radio et de télévision.
- 1969 : Michael von Grünigen, skieur alpin suisse.
- 1970 : 
  - Trevor Linden, joueur de hockey sur glace.
  - Gil Young-ah, joueuse de badminton sud-coréenne, championne olympique.
  - Anett Schuck, kayakiste allemande, championne olympique.
- 1971 : Oliver Riedel, musicien allemand du groupe Rammstein.
- 1972 :
  - Tina Blaskovic, joueuse canadienne de soccer.
  - Cyril Celestin dit Guizmo, auteur-compositeur-interprète et musicien français du groupe Tryo.
  - Balls Mahoney, catcheur américain († 12 avril 2016).
  - Allan Theo, auteur-compositeur et interprète français.
  - Jason Varitek, joueur de baseball américain.
- 1973 :
  - David Banner (Lavell Adrian Crump dit), rappeur américain.
  - Olivier Magne, joueur de rugby sélectionné dans le XV de France.
- 1974 :
  - Tricia Helfer, actrice et mannequin canadien.
  - Trot Nixon, joueur de baseball américain.
  - Natacha Régnier, actrice belge francophone.
  - Franck Renier, coureur cycliste français.
  - Jul, dessinateur de presse et auteur de bande dessinée français.
- 1975 : Walid Soliman, écrivain tunisien.
- 1976 : Kelvim Escobar, lanceur de baseball vénézuélien.
- 1977 : Anik Jean, chanteuse et guitariste québécoise.
- 1978 :
  - David Ducourtioux, footballeur français.
  - Josh Hancock, joueur de baseball américain († 29 avril 2007).
- 1979 : Thabang Molefe, footballeur sud-africain.
- 1980 :
  - Keiji Tamada, footballeur japonais.
  - Mark Teixeira, joueur de baseball américain.
- 1981 :
  - Alessandra Ambrósio, mannequin brésilien.
  - Alexandre Burrows, joueur de hockey sur glace canadien.
  - Luis Flores, basketteur dominicain.
- 1983 : Jennifer Heil, skieuse acrobatique canadienne.
- 1984 : 
  - Kelli Garner, actrice américaine.
  - Nikola Karabatic, joueur français de handball d'origine croate.
- 1985 : Sean Marshall, basketteur américain.
- 1986 : Ramon Sessions, basketteur américain.
- 1987 :
  - Joss Stone, chanteuse britannique.
  - Martin Weill, journaliste français.
- 1989 :
  - Ariya Daivari, lutteur professionnel américain d'origine irakienne
  - Benoît Dubois, chroniqueur animateur de télévision et acteur français
  - Shinpei Funatsu, dessinateur japonais de bandes dessinées.
  - Angele Tomo, lutteuse camerounaise.
- 1991 :
  - Thiago Alcántara, footballeur espagnol.
  - James Magnussen, nageur australien.
  - Amanda Michalka, chanteuse et actrice américaine.
  - James Roberts, nageur australien.
- 1994 : Dakota Blue Richards, actrice britannique.
- 1996 : Dele Alli, footballeur anglais.
- 1999 : Karolina Bielawska, présentatrice de télévision et militante sociale polonaise.
- 2000 : 
  - Ashley Bologna, athlète française.
  - Morgan Lily, actrice américaine.

## Décès

### Vesiècleav. J.-C.
- 479 av. J.-C. : Confucius (孔子 en chinois simplifié, parfois traduit phonétiquement par [Kone-Fou-Tchéou], Kǒng Zǐ en pinyin, K'ung-tzu en Wade, etc.), philosophe chinois (° 28 septembre 551 av. J.-C.).

### IXesiècle
- 879 : Louis II, roi des Francs (° 1er novembre 846).

### XIesiècle
- 1034 : Romain III, empereur byzantin (° 968).

### XIIIesiècle
- 1240 : Llywelyn le Grand, roi de Gwynedd (°C. 1173).

### XVIesiècle
- 1512 : Gaston de Foix, duc de Nemours, général des armées français (° 10 décembre 1489).
- 1555 : Jeanne Ire d'Espagne, reine de Castille, mère de Charles Quint (° 6 novembre 1479).

### XVIIesiècle
- 1626 : Marin Ghetaldi, mathématicien croate (° 1568).

### XVIIIesiècle
- 1712 : Richard Simon, théologien français (° 13 mai 1638).
- 1779 : Joseph de Jussieu, botaniste français (° 3 septembre 1704).

### XIXesiècle
- 1801 : Antoine de Rivarol (Antoine Rivaroli dit de Rivarol ou simplement Rivarol), écrivain, journaliste, essayiste, et pamphlétaire royaliste français (° 26 juin 1753).
- 1839 : Charles-Louis Huguet de Sémonville, homme politique français (° 9 mars 1759).
- 1856 : Juan Santamaría, héros costaricien à la bataille de Rivas au Nicaragua.
- 1869 : Alexis de Ghéquier, peintre français (° 30 novembre 1809).
- 1886 : Prosper-Antoine Payerne, médecin, pharmacien et ingénieur français (° 27 février 1806).
- 1890 : Joseph Merrick, homme britannique surnommé « elephant man », du fait de sa grave maladie (° 5 août 1862).
- 1899 : Monier Monier-Williams, linguiste anglais (° 12 novembre 1819).

### XXesiècle
- 1903 : Gemma Galgani, sainte catholique italienne (° 12 mars 1878).
- 1906 : James Anthony Bailey, directeur de cirque américain (° 4 juillet 1847).
- 1926 : Luther Burbank, botaniste américain (° 7 mars 1849).
- 1944 : Gabriel Hanotaux, historien, diplomate, homme politique et académicien français (° 19 novembre 1853).
- 1950 : Auguste Boverio, acteur français (° 21 février 1886).
- 1958 : Marcel Pilet-Golaz, personnalité politique suisse, président de la Confédération suisse en 1934 et 1940 (° 31 décembre 1889).
- 1969 : Vladimir Netchaïev, chanteur soviétique (° 28 juillet 1908).
- 1970 : John O'Hara, écrivain américain (° 31 janvier 1905).
- 1971 :
  - André Billy, écrivain français, doyen d'âge de l'Académie Goncourt (° 13 décembre 1882).
  - Marcel Gromaire, peintre français (° 24 juillet 1892).
- 1973 : Henry-Jacques, poète français (° 22 février 1886).
- 1977 : Jacques Prévert, poète, scénariste et dialoguiste français (° 4 février 1900)[1].
- 1983 :
  - Edina Altara, illustratrice, décoratrice, peintre et céramiste italienne (° 9 juillet 1898).
  - Dolores del Río, actrice d’origine mexicaine (° 3 août 1905).
- 1985 :
  - Bunny Ahearne, dirigeant de hockey sur glace d’origine irlandaise (° 19 novembre 1900).
  - Olga Tufnell, archéologue britannique (° 26 janvier 1905).
  - Enver Hoxha, président de la république d'Albanie (° 16 octobre 1908)[1].
- 1987 :
  - Erskine Caldwell, écrivain américain (° 17 décembre 1903).
  - Primo Levi, écrivain et chimiste italien (° 31 juillet 1919).
- 1990 : Harold Ballard, propriétaire et gestionnaire canadien de hockey sur glace (° 30 juillet 1903).
- 1992 : James Brown, acteur américain (° 22 mars 1920).
- 1994 : Robert Rocca, chansonnier français (° 11 juillet 1912).
- 1996 :
  - Ademir, footballeur brésilien (° 8 novembre 1922).
  - Marcel Bleustein-Blanchet, entrepreneur, homme d'affaires et résistant français (° 21 août 1906)[1].
- 1997 : Muriel McQueen Fergusson, sénatrice canadienne (° 26 mai 1899).
- 1998 :
  - Francis Durbridge, scénariste et auteur britannique (° 25 novembre 1912).
  - Carlo Rossi, homme politique canadien (° 8 août 1925).
  - Ivan Alexandrovitch Tcherepnine, compositeur et musicien franco-américain (° 5 février 1943).
- 2000 : André Deutsch, éditeur britannique (° 15 novembre 1917).

### XXIesiècle
- 2001 :
  - Kamal Ranadive, chercheuse biomédicale indienne (° 8 novembre 1917).
  - Harry Secombe, humoriste, chanteur et acteur britannique (° 8 septembre 1921).
- 2005 :
  - André François (André Farkas dit), dessinateur français (° 9 novembre 1915).
  - Lucien Laurent, footballeur français, premier buteur de l'histoire de la Coupe du monde de football en 1930 (° 10 décembre 1907).
  - Maurice Hilleman, microbiologiste américain (° 30 août 1919).
- 2006 :
  - June Pointer, chanteuse américaine (° 30 novembre 1953).
  - Proof (Deshaun Dupree Holton dit), rappeur américain (° 2 octobre 1973).
  - Daniel Rialet, comédien français (° 1er janvier).
  - Shin Sang-ok, réalisateur et producteur sud-coréen (° 10 septembre 1925).
  - Pierre Tabatoni, économiste français (° 9 février 1923).
- 2007 :
  - Roscoe Lee Browne, acteur de cinéma et metteur en scène de théâtre américain (° 2 mai 1925).
  - Pierre Giraudet, haut fonctionnaire français (° 25 décembre 1919).
  - Loïc Leferme, apnéiste français (° 28 août 1970).
  - Kurt Vonnegut, écrivain américain (° 11 novembre 1922).
- 2008 : Claude Abbes, footballeur français (° 24 mai 1927).
- 2009 :
  - René Monory, homme politique français, ancien ministre et président du Sénat (° 6 juin 1923).
  - Corín Tellado, auteur espagnol de romans d'amour (° 25 avril 1927).
- 2010 : Jean Boiteux, nageur français, premier champion olympique de natation français en 1952 (° 20 juin 1933).
- 2011 :
  - Billy Bang, violoniste de jazz américain (° 20 septembre 1945).
  - Lewis Binford, archéologue américain (° 21 novembre 1931).
  - La Esterella, chanteuse flamande (° 7 mai 1919).
  - Lacy Gibson, guitariste de blues américain (° 1er mai 1936).
  - André Raynauld, essayiste, économiste et homme politique canadien (° 20 octobre 1927).
  - Angela Scoular, actrice britannique (° 8 novembre 1945).
- 2012 : Ahmed Ben Bella, premier président de la république d'Algérie, de 1963 à 1965 (° 25 décembre 1916).
- 2013 :
  - Ram Karmi, architecte israélien (° 1931).
  - Hilary Koprowski, virologue et immunologue polonais (° 5 décembre 1916).
  - Jonathan Winters, acteur, scénariste et producteur américain (° 11 novembre 1925).
- 2015 : François Maspero, écrivain, traducteur et éditeur français (° 19 janvier 1932).
- 2016 : 
  - Maurice Favières, animateur de radio et de télévision français (° 14 octobre 1922).
  - Ed Snider (en), homme d'affaires américain, fondateur de la société Comcast Spectacor (° 6 janvier 1933).
- 2017 :
  - J. Geils (John Warren Geils Jr. dit), guitariste américain du groupe The J. Geils Band (° 20 février 1946).
  - Mark Wainberg, chercheur canadien, pionnier de la recherche sur le sida (° 21 avril 1945)
- 2019 : Monkey Punch (Kazuhiko Katō dit), auteur de bande dessinée (mangaka) japonais (° 26 mai 1937)
- 2020 :
  - John Horton Conway, mathématicien britannique (° 26 décembre 1937).
  - Edem Kodjo, homme politique togolais, premier ministre du Togo de 1994 à 1996 et de 2005 à 2006 (° 23 mai 1938).
- 2021 :
  - Rina Levinson, aviatrice israélienne (° 27 avril 1927).
  - Anne-Marie Papail, doyenne des Bretons jusqu'à ce décès à 111 ans (° 14 juin 1909)[17].
- 2022 :
  - Calvi, dessinateur de presse, caricaturiste et illustrateur français (° 3 septembre 1938).
  - Wayne Cooper, basketteur puis entraîneur américain (° 16 novembre 1956).
  - Hans Junkermann, coureur cycliste allemand (° 6 mai 1934).
  - Charnett Moffett, musicien de jazz américain (° 10 juin 1967).
  - René Mornex, médecin, universitaire français, et professeur émérite (° 12 août 1927).
  - Yves Teicher, violoniste de jazz belge (° 21 mars 1962).
  - Claude Véga, comédien, imitateur et humoriste français (° 2 juin 1930).
- 2023 :
  - Henri-Jean Arnaud, homme politique français (° 27 novembre 1928).
  - Zafrullah Chowdhury, militant de la santé publique bangladais (° 27 décembre 1941).
  - John Olsen, peintre australien (° 21 janvier 1928).
  - Maurice Sarrazin, comédien, metteur en scène, directeur de théâtre et professeur d'art dramatique français (° 18 mars 1925).
  - Meir Shalev, journaliste et écrivain israélien (° 29 juillet 1948).

## Célébrations

### Internationale
- Journée mondiale de la maladie de Parkinson en l'honneur de la naissance de James Parkinson en 1755 comme précédemment[18],[19].

### Nationale
- Costa Rica : día de Juan Santamaría[20] / fête de Juan Santamaría célébrant la mort de ce héros costaricien à la bataille de Rivas au Nicaragua voisin en 1856 ci-dessus par deux fois.

### Religieuses
- Fêtes romaines : une des dates possibles à Rome des Cerealia, sacrifices suivis de jeux en l'honneur de la Déméter hellène Cérès.

### Saints des Églises chrétiennes

#### Saints des Églises catholiques et orthodoxes
Référencés ci-après in fine, :
- Airy de Tours († 672) ou Algéric, abbé de l'abbaye de Marmoutier.
- Antipas de Pergame († 92), évêque de Pergame, martyr sous Domitien.
- Barsanuphe de Gaza († VIe siècle), ermite près de Gaza.
- Domnion de Salone († 304), évêque de Salone en Dalmatie, martyr avec huit soldats.
- Godeberthe de Noyon († 690), abbesse à Noyon en Picardie.
- Guthlac de Croyland († 714), bandit converti, ermite à The Fens.
- Isaac de Monteluco (it) († 550), ermite à Monteluco.
- Limin († 260), martyr à Thuret en Auvergne.
- Pharmuthe († IVe siècle), Ermite.
- Philippe de Gortyne († 180), évêque.

#### Saints et bienheureux des Églises catholiques
Référencés ci-après in fine :
- Ange de Chivasso († 1495), bienheureux religieux franciscain italien.
- Étienne († 1209), abbé et Hildebrand, convers, cisterciens martyrisés par des albigeois.
- Gemma Galgani († 1903), vierge laïque stigmatisée.
- George Gervase († 1608), bienheureux moine bénédictin anglais martyr à Tyburn.
- Hélène Guerra († 1914), bienheureux religieuse italienne fondatrice des oblates du Saint-Esprit.
- Latuin de Calabre († 1119), moine et compagnon de saint Bruno le Chartreux.
- Sanchie du Portugal (pt) († 1229), bienheureuse religieuse cistercienne fondatrice du monastère de Celas (pt).
- Stanislas de Szczepanów († 1079), évêque de Cracovie et patron de la Pologne.
- Symphorien Ducki (pl) († 1942), bienheureux religieux capucin martyr à Auschwitz.
- Ulric († 1153), 1er abbé de l'abbaye de Kaisheim.

#### Saints orthodoxes
Aux dates parfois "juliennes" / orientales :
- Callinique (ro) († 1868), Callinique de Cernica, higoumène (abbé) de Cernica en Valachie, père spirituel de nombreux monastères de la région de Bucarest, évêque de Râmnicu Vâlcea, fondateur du monastère de Frasinei (ro), thaumaturge et visionnaire.
- Jacques de Jelezny-Bor († 1442), moine.

### Prénoms du jour
Bonne fête aux Stanislas, ses variantes : Stanislaw, Stanyslas, Stanley ; leurs diminutifs : Stan, Stane et Stann ; et formes féminines : Stanislava et Stanislawa.
Et aussi aux Gemma et Paolenan.

## Traditions et superstitions

### Dictons
- « S'il gèle à la saint-Stanislas, on aura deux jours de glace. »[23]

### Astrologie
- Signe du zodiaque : 22e jour du signe astrologique du Bélier.

## Toponymie
Les noms de plusieurs voies, places, sites ou édifices de pays ou de régions francophones contiennent cette date sous diverses graphies : voir Onze-Avril .